# FN FNX
FN FNXシリーズは、ベルギーのFNハースタル社の米国支部「FNアメリカ」(サウスカロライナ州コロンビアに拠点を持つ)が製造している自動拳銃である。

## 特徴
FN FNPと同様のポリマーフレームおよび露出ハンマー撃発方式だが、アクセサリーレールの規格をピカティニー・レイル式としたり、スライド前方にセレーションを追加したりといった改良が見られる。軽量化のためグリップフレームはザイテル強化プラスチック製で、これにスチール製のスライドと銃身を組み合わせている。グリップのバックストラップは手の大きさにあわせて交換可能で、マニュアルセフティも左右両方にあり、どちらの手でも操作が可能となっている。
FNX-45のタクティカルモデルはUS SOCOM(アメリカ特殊作戦軍)のJCPシステム(Joint Combat Pistol 統合戦闘拳銃)向けに開発され、サプレッサーやマイクロドットサイトの装着に対応している。

## 遊戯銃
東京マルイによって2019年6月7日、FNX-45タクティカルのエアソフトガン（ガスガン）が発売された。また、フランスのCyberGun社からも同様にFNX-45タクティカルのガスガンが発売されている。